# Formatge de cabra i te amb sal
Formatge de cabra i te amb sal (originalment en alemany, Die Adern der Welt) és una pel·lícula de thriller dramàtic mongola del 2020 escrita per Byambasuren Davaa amb Jiska Rickels i dirigida per la mateixa Davaa. La pel·lícula es va estrenar en el 70è Festival Internacional de Cinema de Berlín el 23 de febrer de 2020. Va ser seleccionada com a entrada mongola per a la millor pel·lícula internacional als 93ns premis Oscar, però no va ser nominada. La versió doblada al català es va estrenar el 28 d'octubre de 2022.

## Sinopsi
En una província enmig de l’estepa mongola, l'Amra viu una vida nòmada tradicional amb la seva família. La seva mare cuida el ramat i el seu pare és mecànic i ven formatge de cabra al mercat local. Aquesta rutina es veu amenaçada per la invasió de multinacionals mineres, que busquen or i malmeten l'hàbitat natural.

## Repartiment
- Bat-Ireedui Batmunkh com a Amra
- Enerel Tumen com a Zaya
- Yalalt Namsrai com a Erdene
- Algirchamin Baatarsuren com a Altaa
- Ariunbyamba Sukhee com a Huyagaa
- Manduul Baasansuren com a presentador de Got Talent Studio de Mongòlia
- Sukhbaatar Battuvshin com a ninja núm. 3
- Purevragchaa Batzorig com a vell monjo